# Clavo halladizo
Se llama clavo halladizo a la herida de la palma o de la ranilla del pie del caballo determinada por cuerpos agudos o cortantes. La forma de estos cuerpos, la dirección que toman, la fuerza con que penetran, la naturaleza de los tejidos que interesan determinan lesiones diferentes tanto más graves cuanto más antiguas sean. 
Lo ideal es leche en la planta del pie. 

## Etiología
El cuerpo vulnerante es variable. Unas veces se trata de clavos de diferentes formas, otras, de pedazos de cristal o vidrio, trozos de madera puntiagudos, etc. Intervienen con alguna frecuencia ciertas cusas predisponentes. Se observa por ejemplo, el clavo halladizo en los caballos que trabajan en las casas en construcción o en derribo, en los caballos de transporte, en los caballos de caza que galopan por las landas cubiertas de espinos, etc. 
El cuerpo vulnerante no penetra con igual facilidad en todos los puntos de la superficie plantar. Por razón de su inclinación y espesor y dureza de la tapa, esta es raramente atacada porque el clavo a menos que no se fije verticalmente, se dobla, resbala por su superficie y va a chocar contra la ranilla donde penetra oblicuamente. En general, se introduce a nivel de la ranilla o de los candados. 

## Sintomatología
Los síntomas funcionales consisten en:
1. Una claudicación más o menos intensa según la antigüedad, la gravedad de las lesiones y la sensibilidad del caballo. Esta cojera es la que por lo general llama la atención. Aparece después de introducirse el clavo o bien se establece lentamente a medida que progresan las alteraciones plantares
2. Una posición particular del miembro enfermo cuyo apoyo se hace por las lumbres cuando el animal está en reposo.

Si se examina el pie pueden apreciarse síntomas locales. A veces puede también hallarse el cuerpo extraño implantado en los tejidos. De ordinario, se sale y cae o bien se halla tan oculto en los tejidos que no se le ve. Pero otros signos ponen en camino de encontrar la lesión. Si el accidente cuenta ya muchos días de antigüedad, el pie está caliente, sensible. Rebajando ligeramente la tapa se encuentra con facilidad el trayecto por el cual fluye un líquido purulento grisáceo de mal olor. El sondeo de la herida hecho con cuidado indica la dirección y profundidad del trayecto. 
Los datos anatómicos pueden dar cuenta de la diferente gravedad de las lesiones según el punto en el que el clavo haya penetrado. La herida puede ser: 
- en la zona anterior, por delante de una línea transversal pasando por la punta de la ranilla
- en la zona media, que interesa los tejidos comprendidos ente esta línea u otra paralela que pasa por el límite del tercio posterior del pie
- en la zona posterior

## Pronóstico
El pronóstico varía según:
- el sitio de la lesión. El clavo halladizo de las zonas anterior y posterior es menos grave que el de la zona media. El clavo halladizo es más grave en los pies palmitiesos que en los bien conformados, en los miembros anteriores que en los posteriores
- según la naturaleza de los tejidos lesionados
- según las cualidades del cuerpo vulnerante
- según la antigüedad del accidente
- según los individuos. El clavo halladizo es más grave en los caballos de lujo que en los caballos de tiro